# Albert Broquin
Albert Edmond Broquin né le 20 juillet 1881 dans le 19e arrondissement de Paris et mort le 5 janvier 1949 à l'hôpital Saint-Louis dans le 10e arrondissement de Paris, est un acteur français.

## Biographie
On sait assez peu de choses sur Albert Broquin.
Il exerçait la profession de cocher lors de son départ au service militaire en 1902. Rappelé sous les drapeaux lors de la mobilisation générale d'août 1914, il sert d'abord au front dans l'infanterie. Il reçoit une citation lui donnant droit au port de la Croix de guerre pour sa belle conduite durant la campagne de 1914. Il est versé dans l'artillerie en mai 1918 et démobilisé en juin 1919. Entretemps, Albert Broquin est longuement hospitalisé de février 1916 à mars 1917 pour une bronchite aggravée contractée au front. Il en garde pour séquelle une sclérose pulmonaire qui lui vaut l'attribution d'une pension militaire d'invalidité versée par le Ministère de la Guerre.
Il est nommé en décembre 1934 assesseur au bureau du Syndicat du Personnel Français de la Production Cinématographique (S.P.F.P.C.) créé l'année précédente. En dehors de son métier d'acteur, Albert Broquin était en effet employé comme accessoiriste de cinéma.
Il est inhumé au cimetière parisien de Pantin (129e division).

## Filmographie
- 1911 : Les Fiancés de Colombine de Georges Denola
- 1921 : L'Assommoir, film en 4 époques de Maurice de Marsan et Charles Maudru
- 1922 : Triplepatte de Raymond Bernard
- 1925 : Amour et Carburateur de Pierre Colombier
- 1928 : Le Danseur inconnu de René Barberis : Rémy, le garçon de magasin
- 1930 : L'Anglais tel qu'on le parle de Robert Boudrioz
- 1931 : Le Roi des Aulnes de Marie-Louise Iribe : l'homme-crapaud[8]
- 1931 : L'Opéra de quat'sous de Georg-Wilhelm Pabst
- 1931 : À nous la liberté de René Clair : le marchand de primeurs
- 1931 : Le Cœur de Paris de Jean Benoît-Lévy et Marie Epstein
- 1931 : Coquecigrole d'André Berthomieu
- 1931 : Dactylo de Wilhelm Thiele : un choriste
- 1931 : Boule de gomme de Georges Lacombe : le régisseur
- 1931 : Marcadet 87-00, court-métrage de Robert Lencement[9] et Jean Godard
- 1931 : Une fameuse idée de René Barberis
- 1931 : Gagne ta vie d'André Berthomieu
- 1932 : Allô Berlin ? Ici Paris ! de Julien Duvivier : le guide
- 1932 : L'Affaire Blaireau d'Henry Wulschleger
- 1932 : Le Billet de logement de Carlo Felice Tavano : Filerin
- 1932 : Le Champion du régiment d'Henry Wulschleger : le capitaine Torche
- 1932 : Le Crime du Bouif d'André Berthomieu
- 1932 : Il a été perdu une mariée de Léo Joannon
- 1932 : Arrêtez-moi, court métrage de Carlo Felice Tavano et Christian Matras
- 1932 : Pan Pan de Georges Lacombe
- 1932 : Le Petit Babouin, court métrage de Jean Grémillon : le premier témoin professionnel
- 1932 : Un client de province, court métrage de Carlo Felice Tavano
- 1932 : Le Béguin de la garnison de Robert Vernay
- 1933 : 14 juillet de René Clair
- 1933 : Bach millionnaire de Henry Wulschleger : le garde-chasse
- 1933 : La Fusée de Jacques Natanson
- 1933 : La Maternelle de Jean-Benoîst Lévy et Marie Epstein
- 1933 : Pêcheur d'Islande de Pierre Guerlais
- 1933 : Les Surprises du divorce de Jean Kemm
- 1933 : Tire-au-flanc d'Henry Wulschleger
- 1933 : Je suis un homme perdu de Edmond T. Gréville : Le livreur
- 1933 : La Nuit des dupes de Pierre Weill et Maurice Labro
- 1933 : L'Héritier du Bal Tabarin de Jean Kemm
- 1934 : Les Misérables de Raymond Bernard (en trois époques) : Chenildieu, un bagnard
- 1934 : Brevet 95-75 de Pierre Miquel / Pierre Lequin : un ouvrier espion
- 1934 : Jeunesse de Georges Lacombe
- 1934 : Le Paquebot Tenacity de Julien Duvivier : un joueur
- 1934 : La Porteuse de pain de René Sti
- 1934 : Sidonie Panache d'Henry Wulschleger (en deux époques)
- 1934 : Le Train de 8 heures 47 d'Henry Wulschleger
- 1934 : Étoile filante ou Une étoile d'amour de Jean-Louis Bouquet
- 1935 : Le Contrôleur des wagons-lits de Richard Eichberg
- 1935 : La Coqueluche de ces dames de Gabriel Rosca
- 1935 : Debout là-dedans ! d'Henry Wulschleger
- 1936 : Coup de vent de Jean Dréville et Giovacchino Forzano
- 1935 : Le Diable en bouteille de Heinz Hilpert et Reinhart Steinbicker
- 1935 : Son Excellence Antonin de Charles-Félix Tavano
- 1936 : À nous deux madame la vie d'Yves Mirande et René Guissart
- 1936 : Bach détective de René Pujol : le distributeur de prospectus
- 1936 : La Loupiote de Jean Kemm et Jean-Louis Bouquet
- 1936 : Monsieur Personne de Christian-Jaque : l'inspecteur
- 1937 : Arsène Lupin détective d'Henri Diamant-Berger
- 1937 : Le Cantinier de la coloniale d'Henry Wulschleger
- 1937 : Le Choc en retour de Georges Monca et Maurice Kéroul : un ouvrier
- 1937 : François Ier de Christian-Jaque : le marchand de sucettes
- 1937 : Police mondaine de Michel Bernheim et Christian Chamborant
- 1937 : Trois Artilleurs au pensionnat de René Pujol
- 1937 : Boulot aviateur de Maurice de Canonge
- 1938 : Hercule d'Alexandre Esway et Carlo Rim : Ficelle
- 1938 : L'Ange que j'ai vendu de Michel Bernheim
- 1938 : Éducation de prince d'Alexandre Esway : le boucher
- 1938 : Entrée des artistes de Marc Allégret : le crieur de journaux
- 1938 : Les Nouveaux Riches d'André Berthomieu
- 1938 : Son oncle de Normandie / La Fugue de Jim Baxter, de Jean Dréville : le gardien
- 1939 : Eusèbe député d'André Berthomieu
- 1939 : Bach en correctionnelle d'Henry Wulschleger
- 1939 : Cas de conscience de Walter Kapps : le régisseur
- 1939 : Dédé la musique d'André Berthomieu
- 1939 : Le Déserteur de Léonide Moguy
- 1939 : Face au destin d'Henri Fescourt : un légionnaire
- 1939 : Le Feu de paille de Jean Benoît-Lévy
- 1939 : Le Veau gras de Serge de Poligny : le facteur
- 1940 : Menaces d'Edmond T. Gréville : un mobilisé
- 1940 : Les Surprises de la radio de Marcel Aboulker : le boucher
- 1941 : Le Briseur de chaînes de Jacques Daniel-Norman
- 1941 : Romance de Paris de Jean Boyer : le régisseur
- 1942 : Annette et la Dame blonde de Jean Dréville : le clochard
- 1942 : La Femme perdue de Jean Choux : le clochard
- 1942 : Signé illisible de Christian Chamborant : le clochard
- 1943 : Monsieur des Lourdines de Pierre de Hérain
- 1943 : Le Comte de Monte-Cristo de Robert Vernay (première époque : Edmond Dantès) : un marin
- 1943 : Au bonheur des dames d'André Cayatte : un cocher
- 1943 : Feu Nicolas de Jacques Houssin : un veilleur de nuit
- 1945 : Les Enfants du paradis de Marcel Carné (en deux époques)
- 1945 : François Villon d'André Zwobada
- 1946 : Le Dernier Sou d'André Cayatte
- 1946 : La Kermesse rouge de Paul Mesnier
- 1946 : Pas si bête d'André Berthomieu : un invité à la noce
- 1946 : Rêves d'amour de Christian Stengel : un ouvrier chez Erard
- 1946 : Tombé du ciel d'Emil-Edwin Reinert
- 1947 : Le silence est d'or de René Clair : un machiniste
- 1947 : L'Arche de Noé d'Henry Jacques
- 1947 : Blanc comme neige d'André Berthomieu
- 1947 : Carré de valets d'André Berthomieu: un prévenu
- 1947 : Émile l'Africain de Robert Vernay : un figurant
- 1947 : Fort de la solitude de Robert Vernay : un soldat
- 1947 : Mandrin de René Jayet (en deux époques) : le cocher
- 1947 : Le Mannequin assassiné de Pierre de Hérain : un consommateur
- 1947 : Par la fenêtre de Gilles Grangier : un invité au concours d'affiches
- 1947 : La Vie en rose de Jean Faurez
- 1948 : Clochemerle de Pierre Chenal : le bedeau
- 1948 : Le Comédien de Sacha Guitry : un machiniste
- 1948 : Les Frères Bouquinquant de Louis Daquin
- 1948 : L'Armoire volante de Carlo Rim : un inspecteur
- 1948 : La Bataille du feu de Maurice de Canonge : un paysan
- 1948 : Cinq tulipes rouges de Jean Stelli : un mécano
- 1948 : D'homme à hommes de Christian-Jaque : le colporteur
- 1948 : Les Dieux du dimanche de René Lucot : un paysan
- 1948 : La Ferme des sept péchés de Jean-Devaivre : un paysan
- 1948 : L'Ombre d'André Berthomieu : le concierge
- 1949 : Fantômas contre Fantômas de Robert Vernay
- 1949 : Jean de la Lune de Marcel Achard : un régisseur
- 1949 : Le Cœur sur la main d'André Berthomieu : le cafetier

## Distinctions
- Croix de guerre 1914–1918 avec citation (1916).